# Eugène de Masquard
Louis Emmanuel Eugène Camile de Masquard (1819-1906) est un agriculteur devenu sociologue et publiciste français.

## Biographie
Eugène de Masquard, né à Nîmes le 9 août 1819, fait ses études au Lycée de Nîmes, les poursuit à l'École de dessin mais doit mettre fin à son rêve de devenir artiste pour s'occuper de sa mère âgée, veuve sans ressources au décès de son père. Il s'oriente alors vers la viticulture qu'il complète de la sériciculture quand il épouse en 1846 la fille Clarisse du filateur de soie Atger qui l'associe dans son industrie.
En 1849, après l'épizootie meurtrière des bombyx, Eugène de Masquard est chargé d'une mission d'études en Italie qu'il renouvelle chaque année jusqu'en 1853 qui aboutit à un Mémoire sur la sériciculture dans l'Italie septentrionale qu'il présente au Comice agricole d'Alès. Il complète son mémoire d'une brochure intitulée De l'éducation des vers à soie d'après les principes suivis en Lombardie.
Agriculteur et viticulteur exploitant lui même ses terres, il étudie les questions économiques agricoles par sa propre expérimentation et les questions sociales agricoles par ses constatations pratiques. Il est terrianiste considérant que l'agriculture est la base primordiale de la Société et que toutes les réformes passent par la prospérité de la terre.
Il écrit de nombreux ouvrages sur les questions sociales qui le fait considérer par la classe politique comme un réformateur rural contestataire, humaniste et républicain, adversaire du capitalisme. En 1892, au Congrès national du Parti Ouvrier qui se tient à Marseille, il expose son système de canaux d'irrigation couvrant toute la France.
Il décède le 19 novembre 1906 à Saint Césaire les Nîmes.

## Polémique avec Louis Pasteur
Son érudition en matière de vers à soie tirée de ses expériences de sériciculteur lui permet de s'opposer de manière virulente aux affirmations de Louis Pasteur sur le traitement de la maladie des vers à soie. Il écrit en 1883 un pamphlet intitulé Protestation de la Ligue universelle des anti-vaccinateurs contre les considérants du projet de loi de Pasteur.